# سان خوستو
سان خوستو (به اسپانیایی: San Justo) شهری در کشور آرژانتین، استان بوئنوس آیرس است که در سال ۲۰۰۹ میلادی، حدود ۱۰۵٬۲۷۴ نفر جمعیت داشته است.